# Gilberto Alves
Gilberto Alves, detto Gil (Nova Lima, 24 dicembre 1950), è un allenatore di calcio ed ex calciatore brasiliano, di ruolo attaccante.

## Caratteristiche tecniche
Giocava come attaccante; ha segnato trentatré reti nel Campeonato Brasileiro Série A. Per la sua resistenza fisica fu soprannominato Búfalo Gil da un radiocronista, ispirandosi al personaggio di Bufalo Bill; aveva una buona capacità di finalizzare, spesso assistito dai passaggi del compagno di squadra Rivelino nel periodo al Fluminense.

## Carriera

### Club
Iniziò la carriera nel Villa Nova, vincendo il Campeonato Brasileiro Série B nel 1971. Nel 1972 passò al Comercial di  Campo Grande, e un anno dopo si trasferì al Fluminense . Nel secondo anno di militanza nel Flu marcò 11 gol. Dopo aver vinto due campionati statali consecutivi, nel 1977 passò al Botafogo. Giocò poi per Real Murcia, Coritiba e Farense in Portogallo, dove si ritirò.

### Nazionale
Ha giocato ventinove partite per il Brasile, venendo incluso tra i convocati per il campionato del mondo 1978.

### Allenatore
Dopo aver terminato la sua carriera di giocatore, Gil è diventato un allenatore. Ha lavorato per Botafogo, che portò alla finale del Campeonato Brasileiro Série A 1992, Sport Recife, Fortaleza, Itaperuna,  Avaí, Operário-MT, Liga Deportiva Universitaria de Porto Fierro e Alianza Lima in Perù ed  Al-Tawoon in Arabia Saudita. Il 2 febbraio 2008 fu assunto dal Marília e vi rimase fino al 5 dicembre dello stesso anno. Nel 2009 ha allenato il Portuguesa Santista.

## Palmarès

### Club

#### Competizioni nazionali
- Campionato Carioca: 2

Fluminense: 1975, 1976
- Taça Guanabara: 2

Fluminense: 1975, 1976

### Individuale
- Bola de Prata: 1

1975